# Kuripan Babas
Kuripan Babas is een bestuurslaag in het regentschap Pagar Alam van de provincie Zuid-Sumatra, Indonesië. Kuripan Babas telt 2235 inwoners (volkstelling 2010).